# 京都府道78号佐々江下中線
京都府道78号佐々江下中線（きょうとふどう78ごう ささえしもなかせん）は、京都府南丹市から京都市右京区に至る府道（主要地方道）である。

## 概要
南丹市日吉町佐々江から京都市右京区京北下中町に至る。
南丹市日吉町佐々江から京都市右京区京北下中町へ西から東に延びる路線である。

### 路線データ
- 起点：南丹市日吉町佐々江[注釈 1][1]（日吉町佐々江西角：下佐々江交差点、京都府道19号園部平屋線交点）
- 終点：京都市右京区京北下中町[注釈 2][1]（京北下中町東石原：国道162号交点[2]）
- 重要な経過地：なし[1]

## 歴史
本路線は、道路法（昭和27年法律第180号）第7条の規定に基づいた京都府の一般府道として1959年（昭和34年）に京都府が初めて認定した282路線のうちの1つである佐々江井戸線を前身としている。同法第56条の規定に基づき、1982年（昭和57年）の第5次主要地方道指定時に建設省が府道佐々江井戸線の一部を京都府道61号京都京北線の一部として主要地方道に指定したのを受けて一部を同路線に編入することになったが、府道佐々江井戸線は変更されず府道京都京北線と重用する形で継続となった。さらに、1993年（平成5年）の第6次主要地方道指定時には府道佐々里井戸線を佐々江下中線として主要地方道に指定したのを受け、1994年（平成6年）に京都府が佐々里井戸線を佐々江下中線に変更するかたちで現在に至る。

### 年表
- 1959年（昭和34年）12月18日 - 京都府が佐々江井戸線（船井郡日吉町字佐々江 - 北桑田郡京北町大字井戸）として府道路線認定。整理番号は一般地方道141号[3]。
- 1982年（昭和57年）4月1日 - 建設省が府道京都京北線、府道佐々江井戸線の一部を京都京北線（京都市北区 - 北桑田郡京北町）として主要地方道に指定[4]。建設省の指定内容により、府道京都京北線に編入されることとなった国道162号交点から終点側の府道大布施京北線（主要地方道39号、現・国道477号）交点までの区間に府道京都京北線との重用関係が生じる。
- 1993年（平成5年）5月11日 - 建設省から、府道佐々江井戸線が佐々江下中線（京都府船井郡日吉町字佐々江 - 京都府北桑田郡京北町大字下中）として主要地方道に指定される[5]。
- 1994年（平成6年）4月1日 - 京都府が府道路線を変更し、佐々江井戸線を佐々江下中線（船井郡日吉町字佐々江 - 北桑田郡京北町大字下中）に変更し、整理番号も主要地方道78に変更し[1]、府道京都京北線との重用関係を解消。

## 地理
路線認定された1959年（昭和34年）当時は、船井郡日吉町および北桑田郡京北町を通過する路線であったが、平成の大合併によりそれぞれ南丹市、京都市の一部になった。

### 通過する自治体
- 京都府
  - 南丹市 - 京都市（右京区）

### 交差する道路
| 交差する道路              | 市町村名 | 市町村名 | 交差する場所 | 交差する場所          |
| ------------------------- | -------- | -------- | ------------ | --------------------- |
| 京都府道19号園部平屋線    | 南丹市   | 南丹市   | 日吉町佐々江 | 下佐々江交差点 / 起点 |
| 京都府道443号佐々江京北線 | 南丹市   | 南丹市   | 日吉町佐々江 | 上佐々江交差点        |
| 国道162号 / 周山街道      | 京都市   | 右京区   | 京北下中町   | 終点                  |

### 沿線
- 安楽寺
- 京都府立北桑田高等学校
- 京都市立京北病院
- 福徳寺